# リボン (岩崎良美の曲)
「リボン」は、2016年2月24日にリリースされた岩崎良美の34枚目のシングルである。規格品番はLRICP-0002。

## 解説
2016年に公開されたドキュメンタリー映画『生まれ変わりの村』の挿入歌として、製作・指揮の森田健によって書き下ろされた。以下のような森田の実体験を元に作詞作曲された楽曲で、英語では生まれ変わりを reborn ということから、愛犬の生まれ変わりを「リボン」と名付け、曲名にもなっている。約1年をかけて作られた楽曲であり、その後制作されたPVも自ら撮影に挑み、約1年近くをかけて完成する。ジャケットの写真には前世のフェルルとともに、「映画『生まれ変わりの村』挿入歌リボン」とある。
森田が取材した、中国奥地の生まれ変わりの村での調査をもとにしたベストセラー・ノンフィクション『生まれ変わりの村①～③』『スープ①』を映画化する際、森田が愛犬との死別を経験し、愛犬の生まれ変わりと再会するという実体験が映画の中で紹介されることになる。腫瘍にかかった愛犬フェルルが亡くなるとき、生まれ変わりの村での数々の証言を元に、前世の記憶を無くすというスープを飲んじゃダメだよと言い聞かせ続けたという。その後もフェルルへの手紙と一緒に家の写真と食べ物や飲み物の写真を燃やすことで、あの世のフェルルに送り続けたという。これらは著書『生まれ変わりの村②』『生まれ変わりの村③』に出てくる証言を元にした方法で、この世から贈られたものをあの世で受け取ったという事例が紹介されている。フェルルが亡くなってから半年後、森田の妻が夢にみたというブリーダーを訪ねると10匹以上の子犬の中から突然走り寄ってきた子犬が現れたという。普段はおとなしいという子犬の行動にブリーダーはとても驚いたという。その子犬を連れ帰ると、真っ先にフェルルの好きだった氷を要求したり、初めての散歩では知らないはずの旧家の玄関に座り込むなど、数々の生まれ変わりの兆候が現れつづけているという。これらのことは著書の中に詳細に書かれてある。

## 収録曲
1. リボン
作詞・作曲：森田健／編曲：松岡モトキ
2. リボン（オリジナル・カラオケ）

## 演奏
- Acoustic Guitar：松岡モトキ
- God Guitar：二宮楽
- Piano：阿部潤
- Strings：土屋玲子
- Flute：林広真
- Programming：宮田リョウ
- Chorus：ランドセルズ（アン、エナ、ナホ）
- Recording MixEngineer：茨木直樹
- Recording Studio：StudioWALK
- Mix Studio：Muku Studio
- Recording Coordinator：服部浩（HeartStorm）、小林頌平（VirgoMusic）
- Designer：西尾浩